# 1960年代反文化运动
1960年代反文化运动（英語：1960s counterculture movement）是一种反文化反体制行为，这种现象首先发生在英国和美国，之后在1960年代初至70年代中期在西方世界大规模传播。伦敦、纽约和旧金山是早期反文化活动的温床。随着美国民权运动的演进，反文化运动获得了进一步发展，并随着美国政府对越南军事干预的扩大而演变为一场革命性的运动。自1960年代以降，美国在一些社会议题上也出现了广泛的紧张态势，其中例如体现在人类性行为、妇女权利、精神药物实验、对传统权威的态度以及对美国梦的诠释。与这些争议问题有关的运动在1960年代的反文化潮流中诞生以及发展。
随着这场运动的发展，许多新的文化形式、亚文化先后诞生，波希米亚主义、嬉皮士等另类文化及生活方式应运而生。这种现象在英国入侵时期尤其明显，披头士乐队和其他一些电影制作人的作品受到审查制度的限制。除了创造流行趋势的披头士乐队，其他许多的创意艺术家、作家和思想家，在许多行业和专业内部，推波助澜地定义反文化。
有几个因素将1960年代反文化运动与以前的反独裁运动区分开来。第二次世界大战战后的“婴儿潮”产生了前所未有的数量的潜在的对社会不满的年轻人，他们作为美国社会的潜在参与者，重新思考了美国民主主义发展的方向。战后美国国内充裕的财富也使得他们不必过于关注自身及家庭的财政状况，而这些物质必需品是他们主要生活在大萧条时期的父母所必须关心的。这个时代值得注意的是，这场运动中的一系列行为和其起因的很大一部分很快被主流社会所吸收，特别是在美国。
反文化运动基本始于1963年11月肯尼迪总统被刺杀事件，它伴随着美国军事介入东南亚的终止和1973年征兵法案的终止而融入流行文化，最终结束于1974年8月尼克松辞去美国总统一职。
广义上看，1960年代的反文化运动从多方面来讲作为一个社会催化剂，使那个时代产生了突飞猛进的变化。

## 背景

### 战后地缘政治
反文化運動的起源，是因為1950年韓國內戰的發生，導致發展中的西方國家，包括英國以及美國等世界強權，在盛行人道主義的背景下，逐漸透過小說、書本、文章等方式，反對這場戰爭的進行。美國當時為南韓的援軍，導致反文化運動在當時的美國社會特別盛行。

## 重要名人

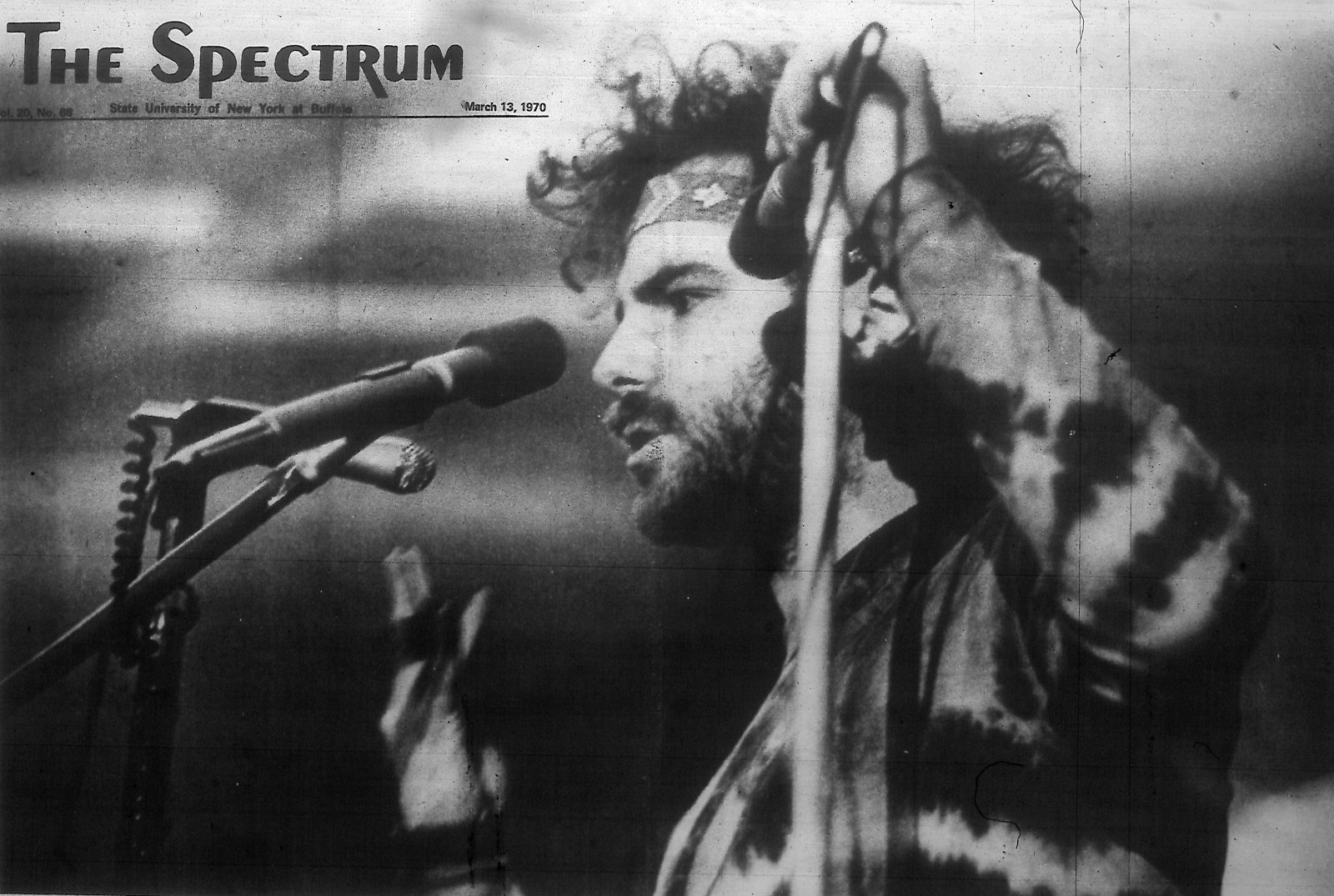
1970年社會運動者傑里·羅賓在紐約州立大學水牛城分校

以下人士因為參與1960年代的反文化運動而著名（民權運動人士不在此列）：
- 穆罕默德·阿里
- 喬治·卡林
- 索爾·阿林斯基
- 琼·
- 斯图尔特·布兰特
- 威廉·
- 大衛·克羅斯比
- 羅伯·克朗布
- 安吉拉·戴維斯
- 丹尼爾·艾爾斯伯格
- 彼得·方達
- 傑瑞·加西亞

## 延伸阅读
- Jackson, Rebecca. . Iowa State University Library.   [2017-02-23]. （原始内容存档于2018-03-15）.
- Lemke-Santangelo, Gretchen. . University Press of Kansas. 2009. ISBN 978-0-7006-1633-6.
- Reich, Charles A.  25th anniversary. Three Rivers Press. 1995 [1970]. ISBN 978-0-517-88636-6.
- Roche, Nancy McGuire, "The Spectacle of Gender: Representations of Women in British and American Cinema of the Nineteen-Sixties" (PhD dissertation. Middle Tennessee State University, 2011). DA3464539.
- Roszak, Theodore. . University of California. 1968.
- Street, Joe, "Dirty Harry's San Francisco," The Sixties: A Journal of History, Politics, and Culture,  5 (June 2012), 1–21.
- . PBS.   [2017-02-23]. （原始内容存档于2017-03-11）.
- Shribman, David. . Pittsburg Post-Gazette. 2013-11-09  [2017-02-23]. （原始内容存档于2020-08-01）.
- Roberts, Sam. . New York Times. 2008-09-21  [2017-02-23]. （原始内容存档于2019-09-13）.
- Weber, Bruce. . New York Times. 2011-03-24  [2017-02-23]. （原始内容存档于2019-09-10）.
- Perrone, James E. . Greenwood Publishing Group. 2004. ISBN 0-313-32689-4.
- Miller, Richard J. . Salon.com. 2013  [2017-02-23]. （原始内容存档于2020-11-08）.
- Weekes, Julia Ann. . Smithsonian Magazine. 2008-10-31  [2017年2月23日]. （原始内容存档于2009年9月27日）.
- Rasmussen, Cecilia. . Los Angeles Times. 2007-08-05  [2017-02-23]. （原始内容存档于2017-01-30）.
- Kitchell, Mark, , Libra Films